# Западна Суматра
Западна Суматра е една от провинциите на Индонезия. Населението ѝ е 5 190 577 жители, а има площ от 42 013 кв. км. Намира се в часова зона UTC+7. Девизът на провинцията е „Обединено благоденствие“. Провинцията разполага с международно летище с връзки до Малайзия и Сингапур. Столицата ѝ е град Паданг.